# Fredrik Magnus Cronberg
Fredrik Magnus Cronberg, född 1668 i Stockholm, död 1740 i Stockholm, var en svensk friherre, militär och landshövding.
Magnus Cronberg var son till Börje Bureus Cronberg och Anna Maria Gyldenklou, dotter till Anders Gyldenklou och Anna Burea. Fadern hade adlats fjorton år innan Magnus Cronberg föddes. Efter att han varit fänrik vid Västerbottens regemente blev han först löjtnant där, och 1700 vid Livdragonerna där han samma år blev kapten. Han var överstelöjtnant vid Västgöta kavalleri, när han 1710 återkom till Västerbottens regemente, nu som överste, och från 1717 som generalmajor. Samma år utsågs han till landshövding i Västerbottens län och upphöjdes till friherre. Han skrev sig därefter till Vitulsberg i Vaksala. Redan efter tre år förflyttades han emellertid till Uppsala län, och fick rangen av generallöjtnant. Han avgick från det ämbetet 1728 för att i stället bli generalfälttygmästare. Han var i Stockholm när han 1740 avled hastigt.
Cronbergs hustru var Elisabeth Broman, en dotter till superintendenten Erlandus Svenonis Broman. I äktenskapet föddes endast ett barn, dottern Elisabeth Maria som gifte sig med friherre Macklean.